# Trifurcula thymi
Trifurcula thymi là một loài bướm đêm thuộc họ Nepticulidae. Nó được tìm thấy ở Đức và Ba Lan to Anpơ và Hungary, cũng như in Pháp và bán đảo Iberia.
Ấu trùng ăn Satureja cuneifolia, Satureja montana, Thymus camphoratus, Thymus glabrescens, Thymus mastichina, Thymus pannonicus, Thymus pulegioides và Thymus vulgaris. The mine the leaves of their host plant. 